# Francisco Pérez Jiménez
Francisco Pérez Jiménez (Atarfe, Granada, 6 de abril de 1947) es doctor en Medicina y catedrático de la Universidad de Córdoba. Ha sido jefe del Servicio de Medicina Interna del hospital Universitario Reina Sofía de Córdoba y decano de la Facultad de Medicina de su universidad. Fue el primer director científico del Instituto Maimónides de Investigación Biomédica de Córdoba (IMIBIC).

## Biografía
Francisco Pérez Jiménez estudió Medicina en la Universidad de Granada. Se especializó en el hospital de La Paz de Madrid entre 1971 y 1977 y se doctoró en la Universidad Autónoma en 1978 con una tesis titulada Caracterización enzimática del epitelio intestinal. Profesor de la Universidad de Córdoba desde 1978, es padre de Pablo Pérez Martínez.
Pérez Jiménez es catedrático de Medicina en Córdoba desde 1989, centro en el que ha impartido la asignatura de Medicina Interna y cursos de doctorado sobre la nutrición. Lideró el grupo de investigación ´Nutrición y enfermedad´ y trabajó en varios proyectos de investigación con el Ministerio de Sanidad en el ámbito de la hipercolesterolemia familiar, la comparación en personas del efecto beneficioso para la salud de alimentos sanos o las consecuencias del consumo de aceite de oliva sobre la grasa corporal.

## Premios
En julio de 2003 fue reconocida su trayectoria con el X Premio Andalucía de Investigación Maimónides, que concede la Junta de Andalucía. Además, ha recibido el Premio Gastronómico Primera Plana 2003, que otorga anualmente el restaurante El Caballo Rojo. En octubre de 2024 fue reconocida su trayectoria investigadora en el 45º Congreso de la Sociedad Española de Medicina Interna. 